# 青井忠治
青井 忠治（あおい ちゅうじ、1904年〈明治37年〉3月30日 - 1975年〈昭和50年〉8月18日）は、日本の実業家。株式会社丸井 (OIOI)の創業者。
丸井グループ名誉会長青井忠雄は長男。元NHKアナウンサーの青井実は孫。

## 概要
生家は富山県小杉の旧家の分家で、一人息子として生まれる。1歳の時に父の事業破綻により母と引き離され、2歳ではしかのため左眼を失明。10歳で他家に嫁した母を、11歳で結核を病んで床に臥していた父を失う。
1922年（大正11年）富山県立工芸学校（現在の高岡工芸高校）を卒業して上京、月賦販売商・丸二商会に入社。瞬く間に頭角を現し、1924年（大正13年）大塚店長、1925年（大正14年）本店の集金部長、1928年（昭和3年）中野店長、1930年（昭和5年）1月浅草店長、7月九段店長を歴任。1931年（昭和6年）中野店を譲り受けて独立。1935年（昭和10年）阿佐ヶ谷に支店を開き、同時に“丸二”の“丸”に“青井”の“井”を合わせて商号を「丸井」に改めた。1937年（昭和12年）株式会社に改組。
月賦百貨店の草分けとして、中野本店を中心に店舗を展開し始めた矢先、1941年（昭和16年）戦時下の商業活動規制により全5店舗の一時閉鎖を余儀なくされた。1945年（昭和20年）疎開先の長野県伊那谷で終戦を迎えると、すぐに上京して中野に仮店舗を設け、家具の現金販売で営業を再開。1950年（昭和25年）月賦商売を再開し、1960年（昭和35年）には“月賦”を“クレジット”と言い換えて、日本で最初のクレジットカードを発行。1965年（昭和40年）東証第一部に昇格。1972年（昭和47年）会長。
“景気は自らつくるもの”という商売哲学を持ち、同社を月賦百貨店業界のトップ企業に育て上げた。1959年（昭和34年）全国月賦百貨店組合連合会会長。1973年（昭和48年）には私財を投じて青井奨学会を設立した。

## 略年譜
- 1904年（明治37年）

3月30日 - 父・青井伊八郎、母・うたの長男として生まれる。
- 1905年（明治38年）

- 伊八郎の事業破綻から、うたと離婚。
- 1906年（明治39年）

- はしかのため左目失明。
- 1916年（大正5年）

- 小杉尋常高等小学校尋常科卒業。
- 1918年（大正7年）

- 小杉尋常高等小学校高等科卒業。
- 1922年（大正11年）

3月 - 富山県立工芸学校（現在の富山県立高岡工芸高等学校）卒業。東京新宿の月賦販売店「丸二商会」へ入店。
10月 - 青井家が火事で全焼。
- 1923年（大正12年）

9月 - 関東大震災後、丸二商会は事務家具を大いに売る。
- 1924年（大正13年）

8月 - 大塚店長になる。
- 1925年（大正14年）

7月 - 集金部長になる。
- 1928年（昭和3年）

- 中野店長になる。
- 1930年（昭和5年）

1月 - 浅草店長になる。
7月 - 九段店長になる。
- 1931年（昭和6年）

2月 - 独立･創業。店主として中野に移った。
- 1935年（昭和10年）

3月 - 阿佐ヶ谷支店開設、初めて商号を「丸井」と改める。
- 1937年（昭和12年）

3月 - 「株式会社丸井」設立（資本金5万円）。
- 1938年（昭和13年）

7月 - 資本金20万円に増資。
10月 - 深川支店開設。
- 1939年（昭和14年）

2月 - 吉祥寺支店開設。
- 1941年（昭和16年）

5月 - 戦時体制下の商業活動規制で全店舗を閉鎖する。
- 1945年（昭和20年）

9月 - 中野本店、不法占拠される。
- 1946年（昭和21年）

8月 - 仮店舗で営業再開。
- 1947年（昭和22年）

2月 - 中野本店を取り戻し再開。
- 1948年（昭和23年）

7月 - 西荻窪店開設。
9月 - 新宿駅前店開設。資本金500万円に増資。
- 1949年（昭和24年）

9月 - 下北沢店開設。
- 1950年（昭和25年）

7月 - 新宿三光町店開設。
12月 - 五ヵ月払いの月賦販売を再開。
- 1952年（昭和27年）

1月 - 池袋駅前店開設。
6月 - 池袋店および立川店開設。
- 1953年（昭和28年）

11月 - 資本金1000万円に増資。
- 1954年（昭和29年）

10月 - 本店改築一期工事完了。
11月 - 丸井労働組合結成。資本金3000万円に増資。
- 1955年（昭和30年）

2月 - 5ヵ月払いを10ヵ月払い方式に変更。
6月 - 福徳信用組合理事長に就任。
11月 - 自由が丘店開設。
- 1956年（昭和31年）

2月 - 中野区富山県人会会長になる。
11月 - 高円寺店開設。
- 1957年（昭和32年）

3月 - 西小山店開設。
- 1958年（昭和33年）

4月 - 新宿西口店開設。
10月 - 紺綬褒章を受章。渋谷店開設。
- 1959年（昭和34年）

2月 - 全国月賦百貨店組合連合会会長に就任。
2月 - 丸井広告事業社設立。
- 1960年（昭和35年）

1月 - “クレジットの丸井”と呼称変更。丸井クレジットセンター設立。
3月 - 日本最初のクレジットカードを発行。三鷹店開設。
4月 - 新井薬師駅前店開設。
10月 - 吉祥寺店開設。
- 1961年（昭和36年）

10月 - 豊田店開設。
11月 - 所沢店開設。
- 1962年（昭和37年）

6月 - スーパーまるい設立。
9月 - 当時業界最大の新宿店開設。
10月 - 成増店開設。
- 1963年（昭和38年）

2月 - 吉祥寺北口店開設。
4月 - 東京株式市場第二部に上場。
6月 - 荏原店開設。
9月 - 浦和店開設。
10月 - 玉電大橋店開設。
12月 - 高岡工芸高等学校に青井記念館・青井文庫を寄贈。
- 1964年（昭和39年）

3月 - 池袋西口店開設。
4月 - 柏店開設。
9月 - 千葉店開設。
- 1965年（昭和40年）

2月 - 横浜伊勢佐木町店開設。
6月 - 東京株式市場第一部に指定替え。
- 1966年（昭和41年）

2月 - 横須賀店開設。
5月 - 丸井花小金井総合グランド完成。
9月 - 沼津店開設。
10月 - 藍綬褒章を受章。
- 1967年（昭和42年）

3月 - 土浦店開設。
5月 - 富山市に青井スポーツハウスを寄贈。
9月 - 宇都宮店開設。
- 1968年（昭和43年）

3月 - 小田原店開設。
4月 - 前橋店開設。
9月 - 蒲田店開設。
- 1969年（昭和44年）

2月 - 清水店開設。
8月 - 厚木店開設。
9月 - 静岡店開設。
- 1970年（昭和45年）

1月 - 緑屋を年間売上高で抜き月賦業界一位となる。
2月 - 熊谷店開設。川越店開設。池袋東口店開設。
- 1971年（昭和46年）

2月 - 八王子店開設。
- 1972年（昭和47年）

3月 - 会長に就任。
- 1973年（昭和48年）

1月 - 新しい企業広告として「OIOI」キャンペーン開始。財団法人「青井奨学会」設立。
2月 - 東京商工会議所中野支部初代支部長に就任。
- 1974年（昭和49年）

4月 - 業界初のPOSオンライン信用照会システムをスタート。
5月 - ニュー新宿店開設。
8月 - 浜松店開設。
10月 - 船橋店開設。
- 1975年（昭和50年）

8月18日 - 死去。戒名は光明院殿厳道淳忠大居士。従五位勲三等瑞宝章を授与される。

## 家族・親族

### 青井家
（富山県射水郡小杉町（現在の射水市）、東京都）
その遠祖については、小杉町の南郊の山間部に青井谷という地名があり、これに関係があるのではないかと思われる。また江戸時代の代々の屋号が“伊勢領屋”であったこと、代々の墓地が三ヶ村（現小杉町）の伊勢領にあることから、大昔に伊勢神宮から下向して住みついたのではないか?という言伝えもある。しかし、いずれにしても古いことで、はっきりしない。
青井家の祖先で法名の明らかな者のうち、没年の最も古いのは、元禄3年（1690年）没の道間（俗名不詳）である。藩の勧誘に応じて青井家が小杉新町に移住したのは、この道間（俗名不詳）の時代か、あるいはその父親の時であったかと思われる。そして“伊勢領屋”を名乗ったのは、伊勢領の出身だったからである。
『小杉町史』によると、「新町開町当時居住を許された家、若しくはその居屋敷を受け継いだ商家は、一応は七石高の所有者であり、あるいは三石五斗高の持ち主であると思われる。東町では本陣を務めた下条屋（寺林）長左衛門をはじめ、塚越屋清衛門、下条屋小右衛門、紺屋孫司郎、大江屋勘四郎、大白屋八郎衛門、伊勢領屋忠次郎、島屋与三次郎などは富裕な階層であり、店舗を張ったうえに農業をも兼ねている地主層が多かった。村肝煎（むらきもいり）、算用聞（さんようきき）、組合頭など新町の役人の多くはこの階層から選出されている。地元の土地のほかに近隣の村落に進出して懸作地（かけさくち）を保有する者が少なくなかった」とある。
青井家の由来について知るには、過去帳のほかに金石文史料として、伊勢領にある青井家の墓地の墓碑がある。昭和60年（1985年）に改装されて今はすっかり様子が変わってしまったが、それ以前には墓地の中央に大きな石碑が立っていた。その側面を見ると、建立者の名前とその時期が｢小杉新町、伊勢領屋忠次郎五代｣、｢元治元子年七月｣と彫られ、正面には夫婦二名ずつ初代伊勢領屋忠治郎から四代までの戒名が見られる。初代の戒名は｢普明院清空柳元居士｣（安永九年一一月三日没）であるが、安永九年といえば1780年のことであり、道間（俗名不詳）の時代からは90年ほどの隔たりがある。したがってなぜ初代としたのかはよくわからないが、青井家中興の祖とも言うべき存在であり、それだからこそ“初代”として子孫が代々その名を襲名したものと推測される。
天保10年（1839年）生まれの五代目忠次郎は、小杉東町の組合頭に任命されているが、これは村肝煎（他藩では庄屋にあたる）に次ぐ地位であり郡奉行の認可を必要とした。小杉町では有力者だったわけである。元治元年（1864年）には墓地に祖先を顕彰する墓碑を建てた。
実家
- 祖父・忠次郎 - “伊勢領屋”六代目

～1912年（明治45年）没
明治に入って戸長や村会議員、町会議員などを務めた。
- 祖母・はる

1848年（嘉永元年）生〜1924年（大正13年）没
はるはもともと青井家の家つき娘で、五代目忠次郎に男子が無かったため、県下の氷見郡太田村の網元森本家から、その三男を六代目として養子にとった。それが夫の忠次郎である。地主の娘としての鷹揚さとともに派手好きなところもあった。
忠治が｢おれ、東京に行くよ｣と祖母のはるに決心を告げたとき、たえず忠治をかばい可愛がったはるは、「頑張ってひとかどの人物にならにゃいけんぞ。青井家は立派な家柄なんじゃから…おまえの父親の伊八郎さえ生きとったら、忠治、おまえが本家の跡を継いでもよかったんじゃ…」と、くどいほど繰り返した。
- 父・伊八郎

1870年（明治3年）生〜1915年（大正4年）5月没
1897年（明治30年）3月、県立福野簡易農学校を卒業して初め暫くの間、県の技手として米穀検査員の仕事をした。農学校で習った酪農経営の新知識をもとに、ホルスタイン種の乳牛を飼育して牛乳を販売するという事業を始めたが、忠治が生まれて一年もたったころには金繰りがつかず倒産してしまった。
- 母・うた（旧姓加藤）

1885年（明治18年）生〜1914年（大正3年）6月没
自家
- 妻・多津子（東京府、大熊春吉の五女）

1908年（明治41年）生〜1977年（昭和52年）8月没
1908年（明治41年）9月28日東京府豊多摩郡高井戸町久我山五八七番地で、父・大熊春吉、母・タイの五女として生まれた。大熊家は450年も続いた旧家の本家で、当時付近一帯に90町歩の土地を持ち、屋敷だけでも3町歩はあるという大地主だった。多津子は1926年（大正15年）3月、実践高等女学校を卒業した。1929年（昭和4年）10月、青井忠治と結婚した。晩年、油絵に親しんだ。
- 長男・忠雄（実業家・丸井グループ名誉会長）

1933年（昭和8年）3月生〜
- 同妻（愛媛県、政治家増原恵吉（元防衛庁長官、参院議員）の長女）
- 同長男・浩（丸井グループ代表取締役社長）

- 長女
- 二男・忠次郎（実業家）

1935年（昭和10年）3月生〜
- 二女
- 三男・忠三郎（実業家）

1936年（昭和11年）11月生〜
- 三女
- 四男・忠四郎（実業家）

1942年（昭和17年）4月生〜
忠治が1959年に創業した不動産仲介業のアトム株式会社社長、会長
- 同長男・茂（アトム株式会社社長）
- 茂の妻（フリーアナウンサー山岸舞彩）
- 同次男・実（NHKアナウンサー）

### 評価
佐藤朝泰によれば「青井・丸井の特徴は、眷族で上層部や関連会社のトップをがっちり固めてきたことである。忠雄の弟四人、さらに義弟二人も経営陣に参画してきた。一族挙げて家業をもり立てる、創業間もない企業にはよく見られるケースだ。」という。

## 関連
- 丸井
- 丸井グループ